# Bobby Sands
Robert Gerard Sands (irisch Roibeard Gearóid Ó Seachnasaigh, genannt Bobby Sands; * 9. März 1954 in Belfast, Nordirland; † 5. Mai 1981 im Gefängnis Maze bei Lisburn, Nordirland) war ein Mitglied der P-IRA, Hungerstreikender und Abgeordneter im britischen Unterhaus für Fermanagh & South Tyrone.

## Leben
Bobby Sands, gelernter Karosseriebauer, wurde 1972 nach traumatischen Erfahrungen mit protestantischen Gewalttätern Mitglied der IRA. Nach seiner Festnahme in einem Haus, in dem vier Handfeuerwaffen sichergestellt wurden, wurde er zu einer Haftstrafe von fünf Jahren verurteilt. Als Gefangener mit Sonderstatus konnte er seine zivile Kleidung tragen und brauchte nicht zu arbeiten. 1976 wurde er entlassen.
Im Jahre 1977 wurde Bobby Sands wegen illegalen Waffenbesitzes erneut verurteilt: Nach einer Schießerei mit der Polizei wurden Sands sowie Joe McDonnell, Seamus Finucane und Sean Lavery in einem Fluchtwagen aufgegriffen, in dem sich auch ein Revolver befand. Nach elf Monaten Untersuchungshaft wurden die Männer im September 1977 zu 14 Jahren Haft verurteilt. Sands verbüßte seine Strafe im Gefängnis Maze (auch als „Long Kesh“ bekannt). Bereits seit 1976 war es immer wieder zu Protesten gefangener IRA-Mitglieder gekommen, die ihre Einstufung als politische Gefangene durchsetzen wollten. Diesen Status, der im Wesentlichen dem Status von Kriegsgefangenen entsprach, hatte die britische Regierung abgeschafft und die Häftlinge zur Gefängniskleidung und Arbeit gezwungen. Da sie sich weigerten, die Gefängniskleidung zu tragen, verbrachten sie ihre Zeit nur mit Wolldecken umhüllt nackt in der Zelle, was in den Blanket Protest führte. Das Buch Ein Tag in meinem Leben schrieb Sands während des Deckenprotests in Long Kesh. Dies tat er mit einem Stift, den er in seinem Körper versteckte.
Da die Häftlinge Gefängnisarbeit verweigerten, wurden sie bis zu 24 Stunden am Tag in eine Zelle eingesperrt, die sie mit Urin und Exkrementen verschmutzten (Dirty Protest). 350 Häftlinge hielten diesen Protest fast drei Jahre durch. Nachdem die Regierung unter Margaret Thatcher nicht zu Verhandlungen bereit war, kam es als weitere Steigerung der Proteste am 24. Oktober 1980 zu einem ersten Hungerstreik, an dem sich auch Bobby Sands beteiligte. Nach 55 Tagen brachen die Häftlinge ihren Streik ab, weil ein Unterhändler der Regierung Zugeständnisse versprach. Nach Einschätzung der Gefangenen gingen die danach vorgelegten Angebote aber nicht weit genug.
Darauf traten Sands und andere gefangene IRA-Mitglieder, die in den sogenannten H-Blocks des Gefängnisses einsaßen, ab dem 1. März in den Irischen Hungerstreik von 1981. Jede Woche begann ein weiterer Häftling mit dem Hungerstreik, um, so das Kalkül, durch das reihenweise Sterben von Häftlingen maximalen politischen Druck zu erzeugen. Sands war inzwischen zum IRA-Kommandanten im Gefängnis ernannt worden und trat als eloquenter Sprecher seiner Mithäftlinge auf. Kurze Zeit nach Beginn des Hungerstreiks wurde Sands zum Kandidaten für die Unterhaus-Nachwahl im Bezirk Fermanagh & South Tyrone nominiert und gewann die Wahl am 9. April. Er war damit offiziell Unterhaus-Abgeordneter, konnte jedoch sein Mandat aufgrund seiner Haftstrafe nicht antreten. Damit steigerte sich aber sein Bekanntheitsgrad und der propagandistische Wert seines Hungerstreiks.
Bobby Sands starb am 5. Mai 1981 nach 66 Tagen an den Folgen seines Hungerstreiks im Gefängniskrankenhaus. Nach ihm starben neun weitere Hungerstreiker, bevor die Aktion am 3. Oktober 1981 von der IRA offiziell abgebrochen wurde, auch auf Druck von Verwandten der Streikenden. Unmittelbar nach Sands’ Tod kam es zu gewaltsamen Auseinandersetzungen zwischen Demonstranten, Polizei und britischem Militär. An seinem Leichenzug in Belfast nahmen rund 100.000 Menschen teil, fast ein Fünftel der katholischen Bevölkerung Nordirlands zu dieser Zeit.
Am 6. Oktober 1981 erlaubte die britische Regierung den Häftlingen, wieder Zivilkleidung zu tragen. Auch die meisten übrigen Forderungen wurden in der Folgezeit erfüllt, wenn die IRA-Häftlinge auch nie offiziell als politische Gefangene anerkannt wurden. Der ehemalige Priester Denis Bradley und der Ex-IRA-Kämpfer Richard O’Rawe behaupteten, dass die IRA dabei das Leben ihrer Kämpfer in Long Kesh um des politischen Ehrgeizes willen geopfert habe, da die britische Regierung nach dem Tod der ersten vier Hungerstreiker das Angebot gemacht habe, auf die Forderungen der IRA einzugehen. Sinn Féin beurteilte dies als üble britische Propaganda.
Bobby Sands ist bis heute einer der bekanntesten Akteure der irisch-republikanischen Bewegung und eine Figur von hoher Symbolkraft. Zu seiner außerordentlichen Bekanntheit trug bei, dass Sands Gedichte und traurige Lieder verfasste, auf Zigarettenpapier schrieb, sie in Plastikfolie einwickelte, die von Mithäftlingen per Kuss von Mund zu Mund über deren Besucher herausbefördert wurden. Nach dem Ende des Hungerstreiks dokumentierte die IRA den Kampf im Gefängnis mit zwei Säcken solcher Mitteilungen, die sie bei dem Journalisten David Beresford vom Guardian ablud.

## Ehrung
In der iranischen Hauptstadt Teheran gibt es seit 1981 eine Bobby Sands Street. Die Umbenennung geht auf die Initiative studentischer Aktivisten zurück, die ursprünglich auf dem Gelände der britischen Botschaft in der Winston Churchill Street eine irische Flagge hissen wollten. Da sie weder eine irische Flagge finden noch eine adäquate Version selbst herstellen konnten, kam man auf die Idee, die Winston Churchill St. mit selbstgemachten Straßenschildern aus Pappe nach Bobby Sands zu benennen. Die Behörden griffen die Idee auf und benannten die Straße offiziell um in Babi Sandez St. bzw. Babisandz St. (es existieren beide Versionen). Die britische Botschaft befindet sich noch heute in dieser Straße, benutzt aber die Adresse einer Nebenstraße.

## Rezeption

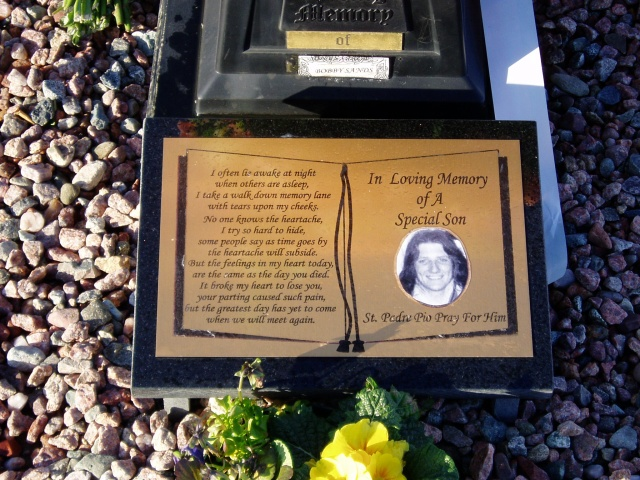
Grabmal Bobby Sands’ auf dem Milltown-Friedhof

Auf Bobby Sands geht der gälische Ausspruch Tiocfaidh ár lá zurück, der übersetzt „Unser Tag wird kommen“ bedeutet. Die Formulierung bezieht sich auf den Tag der von der P-IRA angestrebten irischen Wiedervereinigung, also den Beitritt von Nordirland zur Republik Irland. Tiocfaidh ár lá sind auch die letzten Worte in seinem Gefängnistagebuch One Day in my Life (deutsch: Ein Tag in meinem Leben).
Während seiner Haft im Maze Prison schrieb Sands das Widerstandslied Back Home in Derry, das für gewöhnlich über die Melodie von The Wreck of the Edmund Fitzgerald des kanadischen Folkmusikers Gordon Lightfoot gesungen wird. Die populärste Version stammt von dem irischen Singer-Songwriter Christy Moore aus dem Jahr 1984. Auf Spotify gibt es das Lied inzwischen in 225 Versionen, darunter eine von der Kölner Karnevalsband Höhner.
Der Hungerstreik von Bobby Sands ist Thema in der Verfilmung Mütter & Söhne (Some Mother’s Son) aus dem Jahr 1996. Regie führte Terry George, welcher das Drehbuch gemeinsam mit Jim Sheridan verfasst hat. Zu den Darstellern gehören u. a. Helen Mirren und Fionnula Flanagan. Die Rolle des Bobby Sands wird von John Lynch gespielt.
Eine weitere cineastische Umsetzung der letzten sechs Wochen im Leben von Bobby Sands stellt der Film Hunger des Briten  Steve McQueen aus dem Jahr 2008 dar. Gespielt wird Sands hier von Michael Fassbender. Der Film erhielt die Caméra d’Or (Goldene Kamera) beim Filmfestival in Cannes 2008. Verleihstart in Deutschland war der 13. August 2009.

## Schriften
- Bobby Sands: Ein Tag in meinem Leben. Aus dem Englischen von Gabriele Haefs 1985, überarbeitet 1998. Mit einem Vorwort des Friedensnobelpreisträgers Seán MacBride. Unrast, Münster 2004, ISBN 3-89771-953-3
- Bobby Sands: Skylark Sing Your Lonely Song, Dublin, Cork 1982. – Gedichte und andere Schriften von Bobby Sands